# Air Antwerp
Air Antwerp es una aerolínea belga que ofrece vuelos regulares entre Londres-City y Amberes. Tuvo su sede en el Aeropuerto Internacional de Amberes en Deurne.

## Historia
La solicitud de una licencia de vuelo (AOC) para Air Antwerp fue asegurada en 2019 por el departamento de Transporte y Movilidad. El 9 de agosto, Air Antwerp confirmó que se habían recibido el permiso de vuelo y el permiso de operación. El primer vuelo estaba programado para el 9 de septiembre al Aeropuerto de la Ciudad de Londres. Hay algunos ex empleados de VLM Airlines que trabajan en Air Antwerp, que ayudan con el trabajo preparatorio. El primer avión, que se mostró al público el 27 de julio de 2019, solía ser parte de la flota VLM Airlines.
En octubre de 2019, Air Antwerp se unió a la Asociación de Aerolíneas de las Regiones Europeas.
En mayo de 2021, CityJet entregó todas sus acciones a KLM. Al mismo tiempo, Air Antwerp anunció que almacenaría su único avión y no tiene planes de reanudar su ruta programada en un futuro próximo. En junio de 2021, Air Antwerp anunció que cesaría sus operaciones por completo.

## Antiguos destinos
Air Antwerp sólo operó vuelos entre los siguientes destinos:
| Países      | Destinos | Aeropuerto                         |
| ----------- | -------- | ---------------------------------- |
| Bélgica     | Amberes  | Aeropuerto de Amberes-Deurne (HUB) |
| Reino Unido | Londres  | Aeropuerto de la Ciudad de Londres |

### Acuerdos de código compartido
Air Antwerp tuvo un acuerdo de código compartido con KLM Royal Dutch Airlines.

## Flota histórica
Air Antwerp operó únicamente el siguiente avión:
| Aeronaves | Total | Introducido | Retirado | Matrículas |
| --------- | ----- | ----------- | -------- | ---------- |
| Fokker 50 | 1     | 2019        | 2021     | OO-VLS     |